# Hansjörg Felmy
Hansjörg Felmy (Berlijn, 31 januari 1931 - Eching, 24 augustus 2007) was een Duits acteur. Tussen 1957 en 1995 speelde hij in 50 films en televisieseries. Hij is in Duitsland vandaag de dag vooral bekend als commissaris Heinz Haferkamp uit de misdaadserie Tatort. Buiten Duitsland verkreeg hij ook bekendheid door zijn rol in de film Die Ehe des Herrn Mississippi.

## Biografie
Felmy werd geboren als zoon van de luchtmacht generaal en oorlogsmisdadiger Hellmuth Felmy en Helene Felmy-Boettcher. Hij groeide op in Braunschweig. Hij verliet de middelbare school zonder diploma na onenigheid met zijn leraar. Tussen 1947 en 1949 nam hij toneellessen bij Hella Kaiser. Zijn debuut kreeg hij in 1949 bij het Staatstheater Braunschweig in een opvoering van Carl Zuckmayers Des Teufels General.
Felmy’s eerste filmoptreden was in Der Stern von Afrika (1957), samen met Joachim Hansen. Daarna speelde hij in enkele klassieke Duitse films, waaronder Haie und kleine Fische (1957), Der Maulkorb (1958), Wir Wunderkinder (1958), Der Greifer (1958), Buddenbrooks (1959) en Und ewig singen die Wälder (1959). Ook internationaal trad hij op in films, zoals in Alfred Hitchcocks Torn Curtain (1966).
Op televisie verkreeg Felmy bekendheid als commissaris Heinz Haferkamp in de serie Tatort; een rol die hij tussen 1974 en 1980 twintig keer vertolkte. Hij speelde ook mee in de series Unternehmen Köpenick (1985), Die Wilsheimer (1987) en Abenteuer Airport.
Felmy hield zich tevens bezig met nasynchronisatie van programma’s en films voor de Duitse markt. Zo leende hij zijn stem aan Jack Nicholson (Terms of Endearment), Steve McQueen (The Getaway), en Roy Scheider (Jaws).
Felmy was lange tijd getrouwd met Elfriede Rückert. Na hun scheiding trouwde Felmy in 1986 met Claudia Wedekind.

## Filmografie
| - 1957: Der Stern von Afrika - 1957: Haie und kleine Fische - 1957: Das Herz von St. Pauli - 1958: Der Greifer - 1958: Herz ohne Gnade - 1958: Wir Wunderkinder - 1958: Der Maulkorb - 1958: Unruhige Nacht - 1959: Und ewig singen die Wälder - 1959: Rommel ruft Kairo - 1959: Der Mann, der sich verkaufte - 1959: Menschen im Netz - 1959: Buddenbrooks, 2 delen - 1959: Ein Tag, der nie zu Ende geht - 1960: Die zornigen jungen Männer - 1960: Schachnovelle - 1960: Die Botschafterin - 1960: An heiligen Wassern - 1961: Die Ehe des Herrn Mississippi - 1961: Die Schatten werden länger - 1961: Das letzte Kapitel - 1962: Die glückliche Jahre der Thorwalds - 1962: Endstation 13 Sahara - 1963: Die Flußpiraten vom Mississippi - 1963: Der Henker von London - 1964: Nebelmörder - 1964: Das Ungeheuer von London-City - 1964: Das 7. Opfer - 1965: An der Donau, wenn der Wein blüht - 1966: Der zerrissene Vorhang (Torn Curtain) - 1966: Flucht ohne Ausweg (miniserie) - 1971: Die Tote aus der Themse - 1972: Alexander Zwo (6-delige televisieserie) | - 1974: Tatort - Acht Jahre später - 1974: Tatort - Zweikampf - 1974: Tatort - Der Mann aus Zimmer 22 - 1974: Sonderderzernat K 1 - Flucht - 1975: Tatort - Wodka-Bitter-Lemon - 1975: Tatort - Die Abrechnung - 1975: Tatort - Treffpunkt Friedhof - 1975: Tatort - Zwei Leben - 1976: Tatort - Fortuna III - 1976: Tatort - Abendstern - 1976: Fluchtversuch - 1977: Tatort - Spätlese (televisieserie Tatort) - 1977: Tatort - Drei Schlingen - 1977: Tatort - Das Mädchen von gegenüber - 1978: Tatort - Rechnung mit einer Unbekannten - 1978: Tatort - Lockruf - 1978: Tatort - Der Feinkosthändler - 1978: Tatort - Die Kugel im Leib - 1979: Tatort - Ein Schuß zuviel - 1979: Tatort - Schweigegeld - 1980: Tatort - Schußfahrt - 1980: Tatort - Schönes Wochenende - 1982: Meine Frau erfährt kein Wort (tv) - 1982: Rendezvous der Damen (televisieserie) - 1982: Urlaub am Meer (tv) - 1984: Abgehört (tv) - 1985/1986: Unternehmen Köpenick (televisieserie) - 1986: Die Wilsheimer (televisieserie) - 1988: Die Männer vom K 3 - Familienfehde - 1989: Affäre Nachtfrost (tv) - 1990: Abenteuer Airport (televisieserie) - 1994: Hagedorns Tochter (televisieserie) - 1995: Faust - Drei Tage Zeit |

## Hoorspelen
- 1954: Das Buch Daniel – Regie: Wilhelm Semmelroth
- 1954: Die Kraft und die Herrlichkeit – Regie: Wilhelm Semmelroth
- 1954: Zweimal Napoleon – Regie: Hermann Pfeiffer
- 1955: Das große Wagnis (meerdeler) – Regie: Kurt Meister
- 1955: Die Verschwörung des Fiesco zu Genua – Regie: Wilhelm Semmelroth
- 1955: Abenteuerliche Flucht (meerdeler) – Regie: Raoul Wolfgang Schnell
- 1955: Neues aus Schilda; aflevering: Kein Respekt vor Hexen – Regie: Friedhelm Ortmann
- 1955: Morgen um diese Zeit – Regie: Ludwig Cremer
- 1955: Die Bürger von Calais – Regie: Wilhelm Semmelroth
- 1956: Penthesilea (van Heinrich von Kleist) – Regie: Wilhelm Semmelroth
- 1956: Des Königs Sohn – Regie: Gottfried Gülicher
- 1956: So weit die Füße tragen (meerdeler) – Regie: Franz Zimmermann
- 1956: Der Silberstrahl (Sherlock-Holmes-vertelling) – Regie: Eduard Hermann
- 1956: Winnetou – Regie: Kurt Meister
- 1957: Die Tote in der Bibliothek – Regie: Friedhelm Ortmann
- 1957: Morgen – Regie: Otto Kurth
- 1957: Eine Gondel in Paris – Regie: Raoul Wolfgang Schnell
- 1957: Es geschah in ... Italien; aflevering: Adonius kehrt heim – Regie: Friedhelm Ortmann
- 1958: Die Feuerprobe – Regie: Gottfried Gülicher
- 1958: Eugénie Grandet – Regie: Edward Rothe
- 1958: Es geschah in ... USA; aflevering: Räuber und Gendarm - Regie: Kurt Meister
- 1959: Es geschah in ... Italien; aflevering: Nicola – Regie: Heinz Dieter Köhler
- 1959: Es geschah in... Spanien; aflevering: Aktion Zweispitz – Regie: Raoul Wolfgang Schnell
- 1959: Maxi (meerdere delen) – Regie: Fritz Peter Vary
- 1960: Die Nacht vor Weihnachten (van Nikolai Wassiljewitsch Gogol) – Regie: Friedhelm Ortmann
- 1961: Das Grabmal des Infanten – Regie: Heinz Wilhelm Schwarz
- 1962: Das Engagement – Regie: Friedhelm Ortmann
- 1962: Der liebe Anton – Regie: Hermann Pfeiffer
- 1962: Der unerwünschte Gast (6 delen) (Lord Peter Wimsey) – Regie: Erik Ode
- 1963: Das Ende der Träume – Regie: Friedhelm Ortmann
- 1963: Reduktionen – Regie: Hanskarl Zeiser
- 1963: Mein Flug über den Ozean (meerdeler; van Charles Lindbergh) – Regie: Heinz Dieter Köhler
- 1963: Die Probe – Regie: Gerhard F. Hering
- 1965: Geständnisse – Stationen aus dem Leben eines Ratlosen – Regie: Gustav Burmester
- 1965: Wörterbuch – Regie: Hans Gerd Krogmann
- 1965: Der Wind – Regie: Hans Gerd Krogmann
- 1965: Münchhausen – Regie: Raoul Wolfgang Schnell
- 1965: Der Mann aus dem Süden – Regie: Otto Düben
- 1966: Trents letzter Fall – Regie: Hans Gerd Krogmann
- 1966: Mein Badezimmer hat eine Tenorstimme – Regie: Otto Kurth
- 1966: Die schwarze Wolke (tweedeler) (Harry Leicester) – Regie: Otto Düben
- 1966: Schnee – Regie: Friedhelm Ortmann
- 1966: Der Leuchtturm – Regie: Horst H. Vollmer
- 1967: Galgenfrist (meerdeler) – Regie: Heinz Wilhelm Schwarz
- 1967: Auf dem Weg zum Sarek – Regie: Otto Kurth
- 1967: Das Haus an der Kurve – Regie: Heinz Wilhelm Schwarz
- 1967: Grüner Plüsch und Papierblumen – Regie: Wolfram Rosemann
- 1967: Herr Jota und die Tiere – Regie: Gustav Burmester
- 1967: Rückkehr aus dem Weltall – Regie: Manfred Brückner
- 1968: Die Triffids (Mehrteiler) – Regie: Heinz Dieter Köhler
- 1968: Eine perfekte Frau – Regie: Manfred Brückner
- 1968: Anna Karenina (6-delige film gebaseerd op Lev Nikolajevitsj Tolstoj) – Regie: Ludwig Cremer
- 1968: Das Leben Jonathan Wilds des Großen (meerdeler) – Regie: Hans Gerd Krogmann
- 1969: Kleine Enquête – Regie: Heinz Wilhelm Schwarz
- 1969: Ich, der Robot (meerdeler) – Regie: Günther Sauer
- 1969: Die Gefangenschaft des Obatalla – Regie: Günther Sauer
- 1970: Die Auswanderer – Regie: Raoul Wolfgang Schnell
- 1970: Ein rätselhafter Zug – Regie: Wolfram Rosemann
- 1970: Hören zwei Stimmen – Regie: Heinz Wilhelm Schwarz
- 1970: Die schwarze Kerze (meerdeler) – Regie: Gustav Burmester
- 1970: Fahrenheit 451 (meerdeler) – Regie: Günther Sauer
- 1971: Das nichtende Nichts – Regie: Gert Haucke und Otto Düben
- 1971: Die Auseinandersetzung – Regie: Günther Sauer
- 1971: Eine Liebe ist der andern wert – Regie: Edward Rothe
- 1972: Indizien – Regie: Otto Kurth
- 1972: Schlüssel-Szene – Regie: Heinz Wilhelm Schwarz
- 1972: Der Ehrenpunkt – Regie: Gustav Burmester
- 1973: Auswege – Regie: Otto Kurth
- 1973: Schwarz wird stets gemalt der Teufel (meerdeler) – Regie: Heiner Schmidt
- 1974: Bumerang – Regie: Heinz-Günter Stamm
- 1974: Mord-Report – Regie: Heiner Schmidt
- 1975: Der Vierte zum Doppel – Regie: Heinz Wilhelm Schwarz
- 1975: Der Spitzel – Regie: Heinz Wilhelm Schwarz
- 1976: Lieber fremdes Blut am eigenen Messer – Regie: Frank Hübner
- 1976: Papa Joe & Co. – Regie: Heiner Schmidt
- 1983: Fremde Fenster – Regie: Ulrich Lauterbach
- 1984: Wir Mannen von der Shilo-Ranch – Regie: Klaus Mehrländer
- 1990: Die Liechtenstein Originale – Regie: Thomas Körner